# Gana Abba Kimet
Gana Abba Kimet (* 12. Mai 1946) ist ein tschadischer Leichtathlet.
Kimet war Teilnehmer der Olympischen Spiele in München, wo er im 100-Meter-Lauf der Herren startete, und war als Funktionär Flaggenträger seines Landes bei den Olympischen Spielen 2000. Er arbeitet bei der ständigen Vertretung seines Landes bei der UNESCO, wo er für Erziehung, Kultur, Jugend und Sport zuständig ist.
Bei seinem Lauf am 31. August 1972 wurde Abba Kimet im achten Vorlauf Fünfter mit einer Zeit von 10,89 s. Er konnte damit zwei Konkurrenten hinter sich lassen, schied aber trotzdem aus.